# Station Margecany

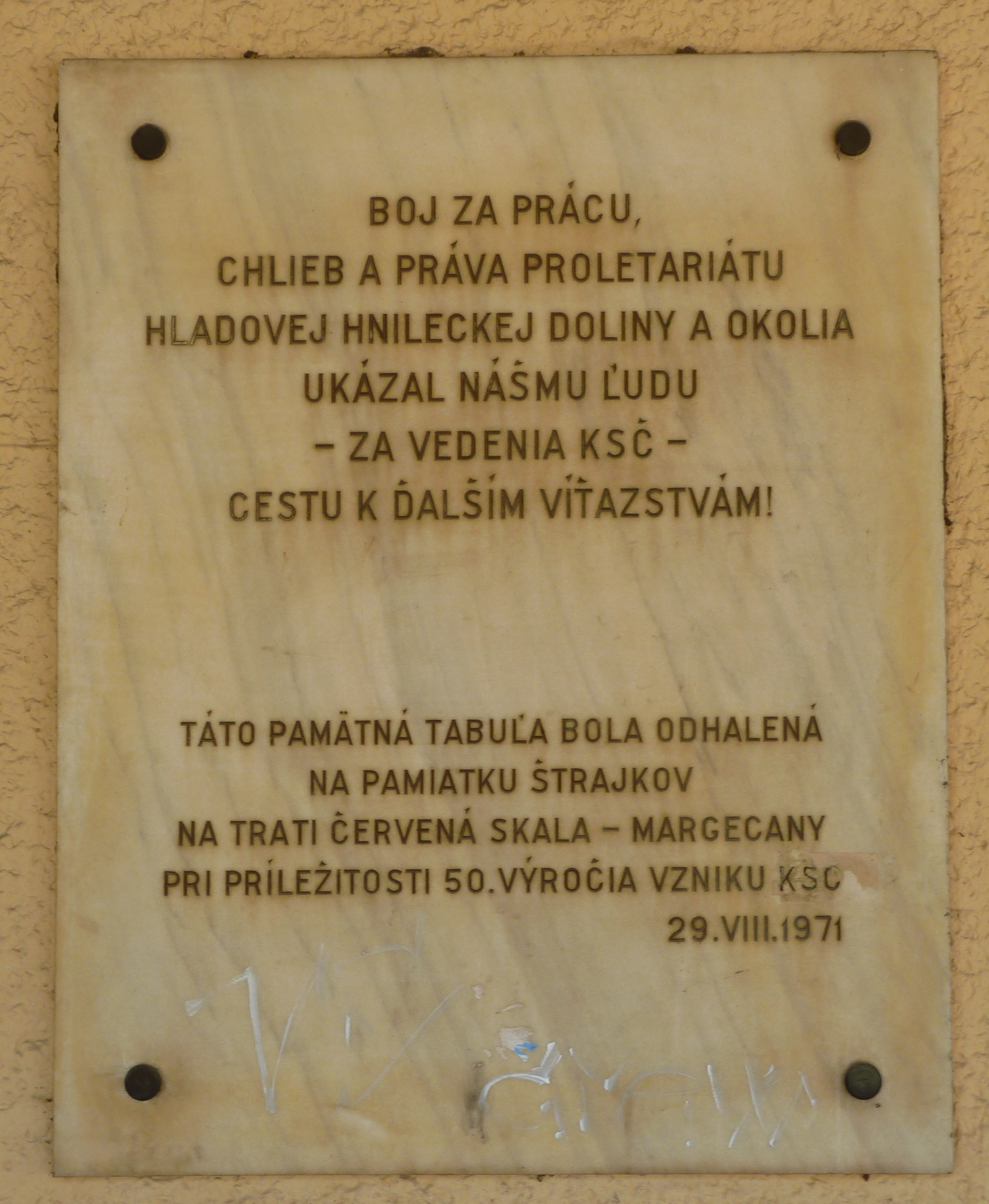
Herdenkingssplaat - Gebeurtenissen

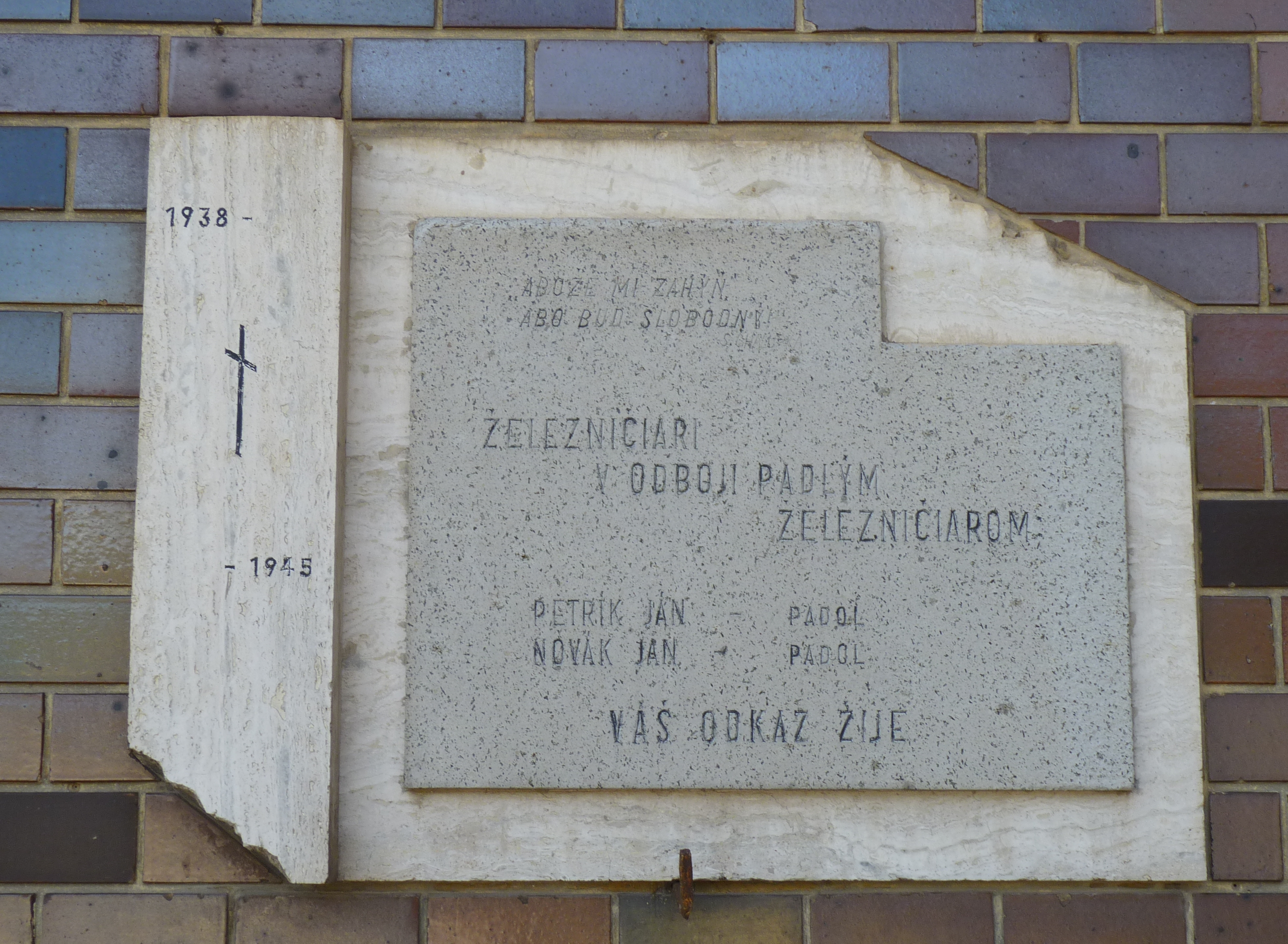
Herdenkingssplaat voor gevallen spoorwegarbeiders

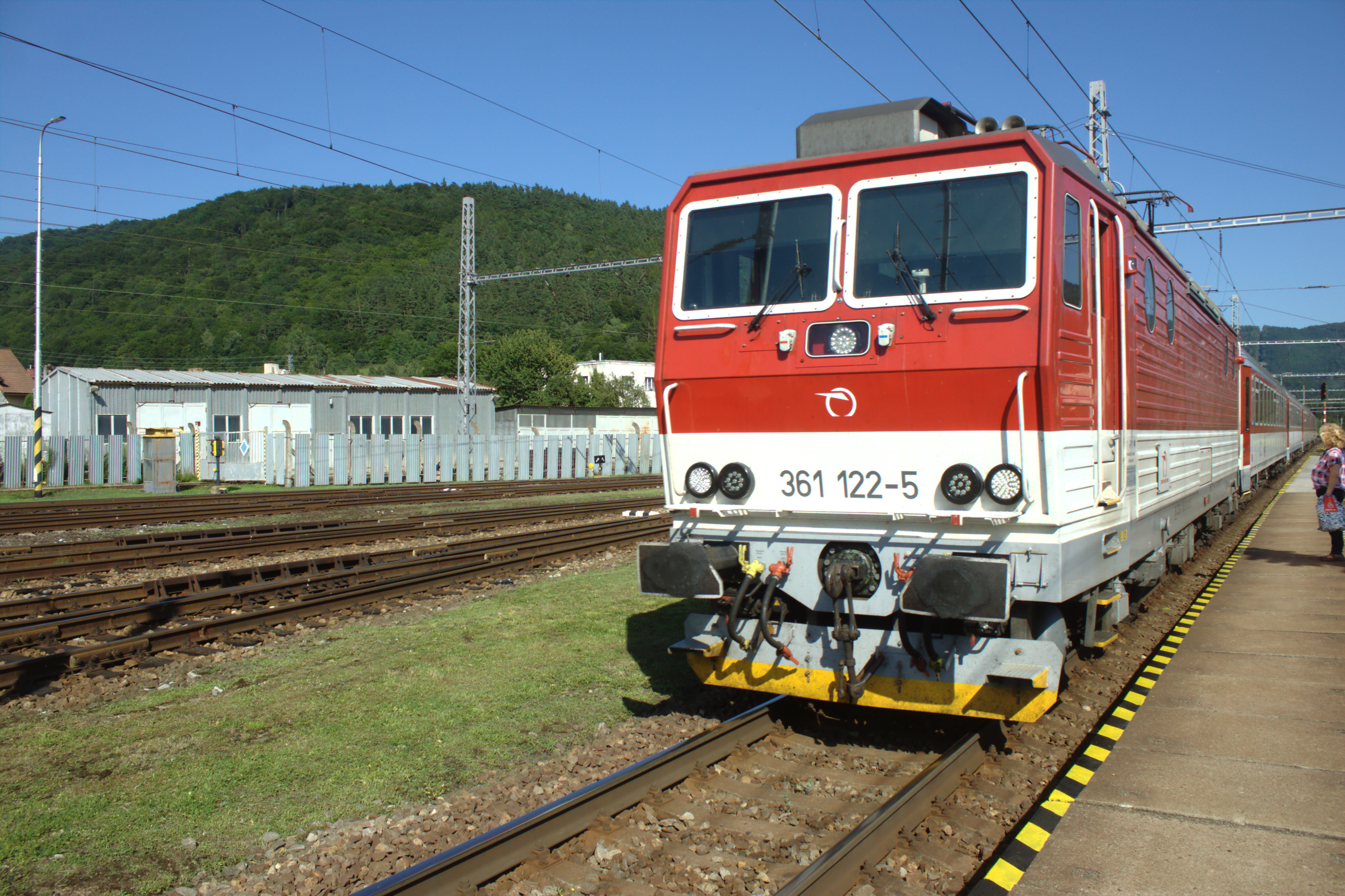
Zicht op het perron en de sporen

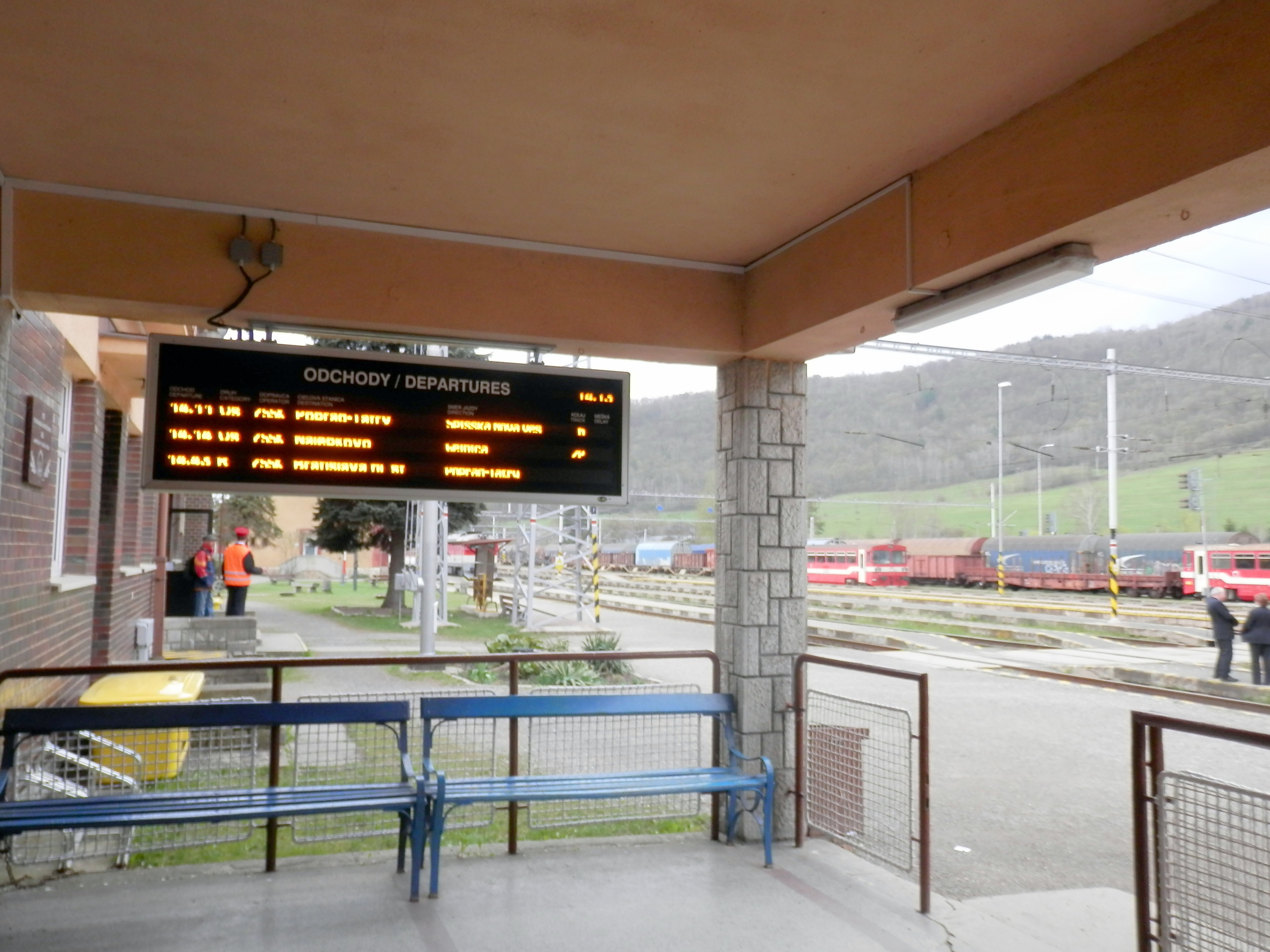
Zicht op het perron

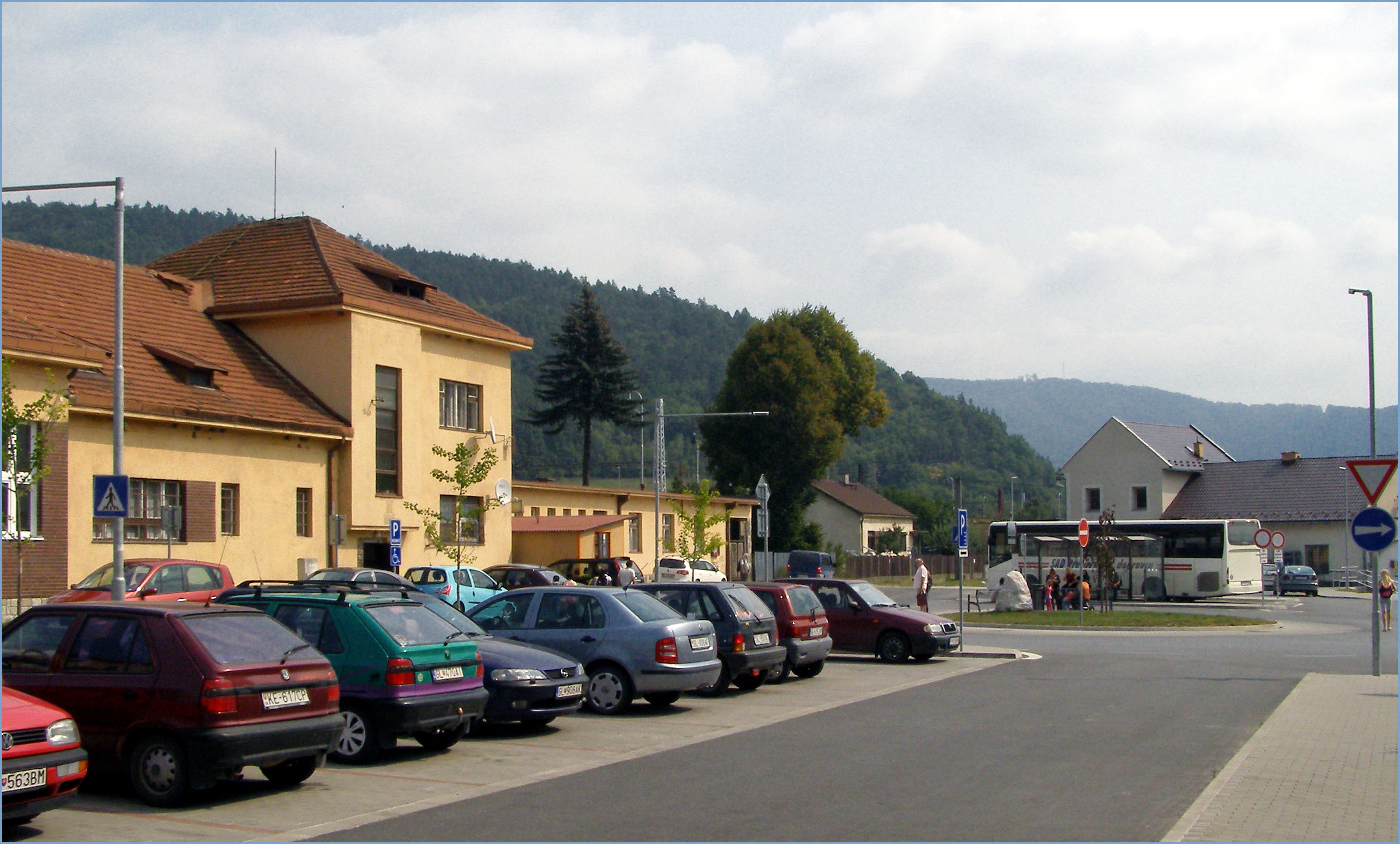
Straatzicht

Station Margecany is het centraal treinstation in de Slowaakse gemeente Margecany.

## Ligging
Station Margecany ligt in het oosten van Slowakije, ongeveer halverwege tussen het centrum van het land en de grens met Oekraïne.
Het ligt in het noorden van de gemeente Margecany, aan een meander van de rivier Hornád, uitgestrekt langsheen de rand van de bebouwde kom. Het station is bereikbaar via de straat «Železničná». 

## Geschiedenis
Het station werd geopend op 12 maart 1872, toen het traject Spišská Nová Ves - Kysak (een deel van lijn 180) in dienst werd gesteld.
Op 31 december 1884 werd een lokale lijn tussen Margecany en Gelnica (een deel van lijn 173) in gebruik genomen. Nadien (pas in 1936) was de verlenging van deze lijn tot Červená Skala voltooid.
In 1971 werd een gedenkplaat aangebracht die herinnert aan gebeurtenissen die plaats vonden tijdens de bouw van het traject Červená Skala – Margecany.
De tekst op deze plaat luidt als volgt:
«Boj za prácu, chlieb a práva proletariátu hladovej hnileckej doliny a okolia ukázal nášmu l'udu - za vedenia Ksč - cestu k dalším vítazstvám !
Táto pamätná tabul'a bola odhalená na pamiatku štrajkov na trati Červená Skala - Margecany pri príležitosti 50. výrocia vzniku Ksč.
29-VIII-1971»
Vertaling:
«De strijd voor werk, brood en rechten van het proletariaat, in de hongerige vallei en omgeving, wees ons volk - onder leiding van de Ksč - de weg naar verdere overwinningen!
Deze gedenkplaat werd onthuld ter nagedachtenis aan de stakingen op de lijn Červená Skala - Margecany, en ter gelegenheid van de 50e verjaardag van de oprichting van de Ksč.
29-VIII-1971»
Een andere gedenkplaat in het station herinnert aan spoorwegarbeiders overleden tijdens de Tweede Wereldoorlog:

«1938 - 1945
Aboze mi zahyn, abo bud slobodny, zelezniciari v odboji padlym zelezniciarom.
Petrik Ján - padol
Novak Ján - padol
Vas okaz zije»
Vertaling:
«1938 - 1945
Of ik sterf of ik ben vrij. Spoorwegarbeiders in verzet tegen het verlies van spoorwegarbeiders.
Petrik Ján - gevallen
Novak Jan - gevallen
Uw voorbeeld leeft»

## Lijnen
De belangrijke spoorlijnen 180 en 173 kruisen elkaar in Margecany:
- lijn 173: (Červená Skala – Margecany)
- lijn 180: (Žilina – Košice).

## Ander station
Op een afstand van ongeveer 2,3 km buiten het gemeentelijk centrum, ligt aan lijn 180 in oostelijke richting, de halte "Margecany zastávka".

## Dienstverlening
Anno 2025 is in het station een loket met personeel ŽSSK aanwezig, voor het verstrekken van inlichtingen en de aanschaf van reisdocumenten (binnenland en internationaal).
Voor de openingsuren: zie de externe link: "ŽSSK - Loket - Openingsuren".
De toegang tot de perrons is gelijkgronds.

## Treindienst
Bij de aanvang van 2025 rijden de volgende treinen in Margecany:
- lijn 173: Zr[2]
- lijn 180: Os[3], Zr[2] en Ex[4]